# Apure
Apure (španělsky Río Apure) je řeka ve Venezuele, největší levý přítok Orinoka. Je 1 580 km dlouhá. Povodí má rozlohu 130 000 km².

## Průběh toku
Pramení v pohoří Kordilera Mérida a teče ze západu na východ Orinockou nížinou. Do Orinoka ústí několika rameny. Povodí je silně asymetrické díky značnému rozvětvení levých přítoků a absenci pravých.

## Vodní režim
Vyšší vodní stavy jsou v období dešťů od května do října až listopadu. Dochází k silným povodním. Průměrný roční průtok je přibližně 2 000 m³/s.

## Využití
V období dešťů je lodní doprava možná téměř v celé délce, v období sucha jen do města San Fernando de Apure, které leží při ústí levého přítoku Portugesa.